# Novostavți, Radehiv
Novostavți (în ucraineană Новоставці) este un sat în comuna Berezivka din raionul Radehiv, regiunea Liov, Ucraina.

## Demografie
Componența lingvistică a localității Novostavți
     Ucraineană (99,45%)
     Alte limbi (0,55%)
Conform recensământului din 2001, majoritatea populației localității Novostavți era vorbitoare de ucraineană (99,45%), existând în minoritate și vorbitori de alte limbi.